# Vaisravana

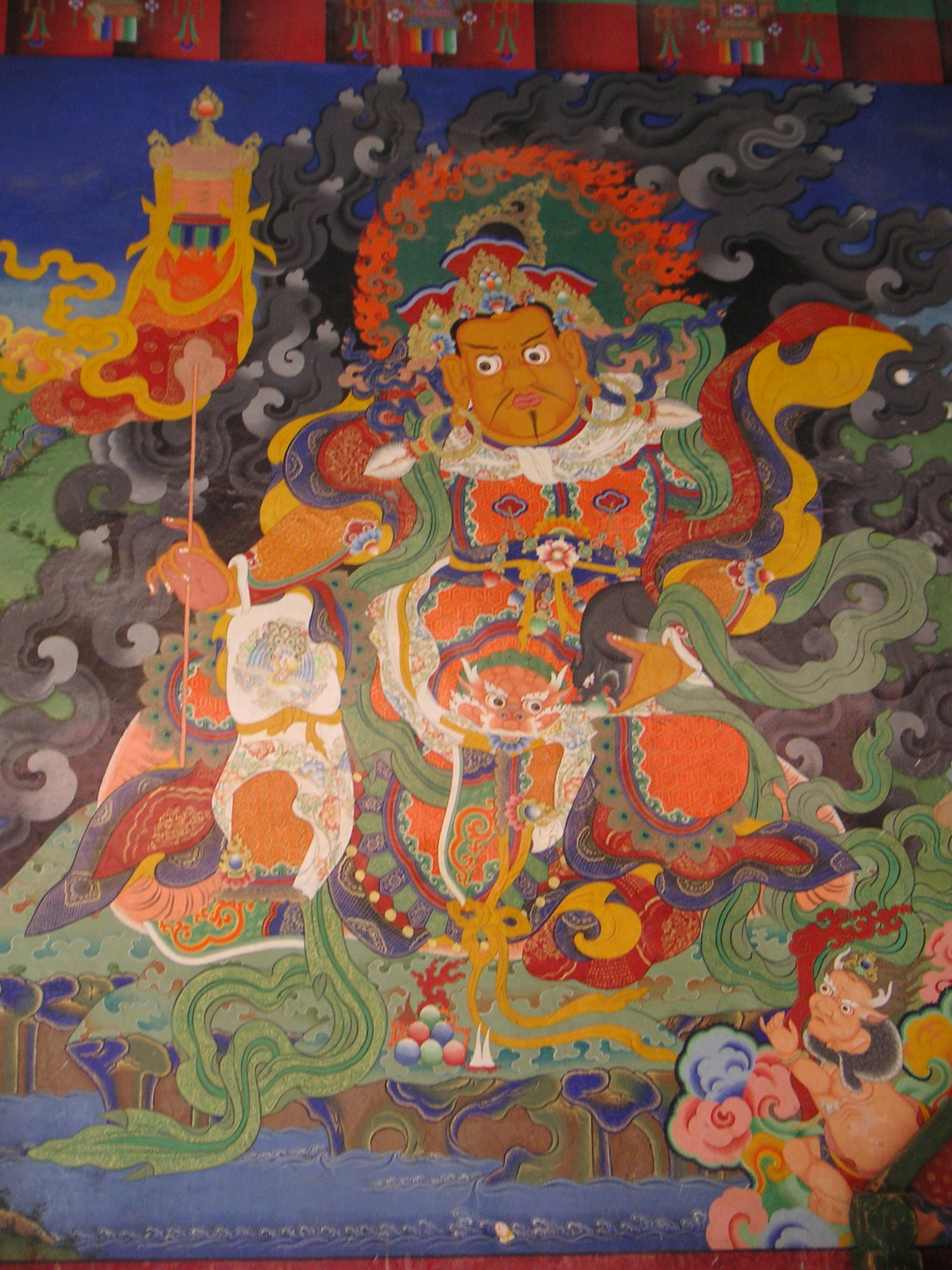
Mural de Vaisravana em Ladakh.

Vaiśravaṇa (sânscrito वैश्रवण) ou Vessavaṇa (páli वेस्सवण,Sinhala වෛශ්‍රවණ) também conhecido como Jambala, é o chefe dos Guardiões das Direções e uma figura importante da mitologia budista.

## Nome
O nome Vaiśravaṇa é derivado do sânscrito viśravaṇa "Grande fama".
Vaiśravaṇa também é conhecido como Cubera (sânscrito) ou Cuvera (páli), e como Jambala (sânscrito).
Outros nomes incluem:
- 多聞天 (caracteres simplificados: 多闻天): chinês Duō Wén Tiān, coreano Damun Cheonwang (다문천왕), japonês Tamonten. Os caracteres significam "Deus que ouve muito" ou "Deidade que ouve muito".
- 毘沙門天: chinês Píshāmén Tiān, japonês Bishamonten. Esta é a representação do som do nome sânscrito e, chinês (Vaiśravaṇ → Pishamen) mais o caractere "céu" ou "deus".
- Tibetano: རྣམ་ཐོས་སྲས (rnam.thos.sras [Namthöse])
- Tailandês: ท้าวกุเวร or ท้าวเวสสุวรรณ (Thao Kuwen ou Thao Vessuwan)

## Características
O personagem Vaiśravaṇa é fundado sobre a deidade hindu Cubera, mas embora as deidades budistas e hindus compartilhem algumas características e epítetos, cada um deles tem funções diferentes e mitos associados. Embora trazido a Ásia do Leste como uma deidade budista, Vaiśravaṇa se tornou um personagem de religião folclórica e adquiriu uma identidade que é parcialmente independente da tradição budista (cf. o tratamento semelhante de Kuan Yin e Iama).
O Vaiśravaṇa é o guardião da direção do norte, e a sua casa está no quadrante do norte da fileira mais alta da metade mais baixa do Monte Sumeru. Ele é o líder de todo o yakṣas que se estendem sobre as encostas do Sumeru.
Ele muitas vezes é retratado com uma cara amarela. Ele transporta um guarda-chuva ou o guarda-sol (chatra) como um símbolo da sua soberania. Ele também é às vezes exposto com um mangusto, mostrado muitas vezes ejetando jóias de sua boca. O mangusto é o inimigo da cobra, um símbolo de ganância ou ódio; a ejeção de jóias representa a generosidade.

## Vaiśravaṇa na tradição Theravāda
Na Sagradas Escritura páli da tradição budista Theravāda, Vaiśravaṇa é chamado Vessavaṇa. Vessavaṇa é um dos Cātummahārājāno, ou quatro Grandes Reis, cada um dos quais governa sobre uma direção específica. O reino de Vessavaṇa é o quadrante do mundo do norte, inclusive a terra de Uttarakuru. Segundo algum suttas, ele tem seu nome vindo de uma região de lá chamada Vis ṇ a; ele também tem uma cidade na mesma região chamada lakamand ā que é um provérbio da prosperidade. Vessavaṇa administra o yakkhas – seres com uma natureza entre "fada" e "ogro".
A esposa de Vessavaṇa é denominada Bhuñjat ī, e ele tem cinco filhas, Latā, Sajjā, Pavarā, Acchimatī, e Sutā. Ele tem um sobrinho chamado Puṇaka, um yakkha, o marido da mulher nāga, Irandatī. Ele tem uma carruagem romana chamada Nārīvāhana. A sua arma era a gadāvudha (sânscrito: gadāyudha), mas ele só a usou antes de se tornar seguidor de Buda.
Vessavaṇa tem o nome "Cuvera" de um nome que ele teve em uma vida passada como um rico proprietário de moinho de brâmane, que deu toda a produção de um dos seus sete moinhos à caridade, e forneceu esmola aos indigentes durante 20,000 anos. Ele foi renascido no céu Cātummahārājikā como recompensa desses bons kammas.
Como com todas as deidades budistas, Vessavaṇa é propriamente o nome de um escritório (enchido para a vida) e não um indivíduo permanente. Cada Vessavaṇa é mortal, e quando ele morre, ele será substituído por um novo Vessavaṇa. Como outros seres do mundo Cātummahārājika, o seu tempo de vida é 90,000 anos (outras fontes dizem nove milhões de anos). O Vessavaṇa tem a autoridade de conceder determinadas áreas aos yakkhas (p. ex., um lago) para protegerem, e essas são normalmente destinadas no início do reino de um Vessavaṇa.
Quando Buda nasceu, Vessavaṇa se tornou seu seguidor, e conseqüentemente alcançou a etapa de sotāpanna (sânscrito: o srotaāpanna, aquele que tem só mais sete vidas antes da iluminação). Ele muitas vezes trazia Buda e as mensagens de seus seguidores dos deuses e outros seres humanos, e os protegeu. Ele apresentou a Buda os versos Āṭānṭā, que os budistas que meditam na floresta podem usar para repelir os ataques de yakkhas selvagens ou outros seres sobrenaturais que não têm fé em Buda. Esses versos são uma primeira forma de encantamento paritta.
O Bimbisara, rei de Mágada, depois de sua morte foi recarregado como um yakkha chamado Janavasabha no acompanhamento de Vessavaṇa.
Nos primeiros anos do budismo, Vessavaṇa foi adorado em árvores dedicadas a ele como relicários. Algumas pessoas apelaram-lhe para concedê-los crianças.

## Vaiśravaṇa no Japão

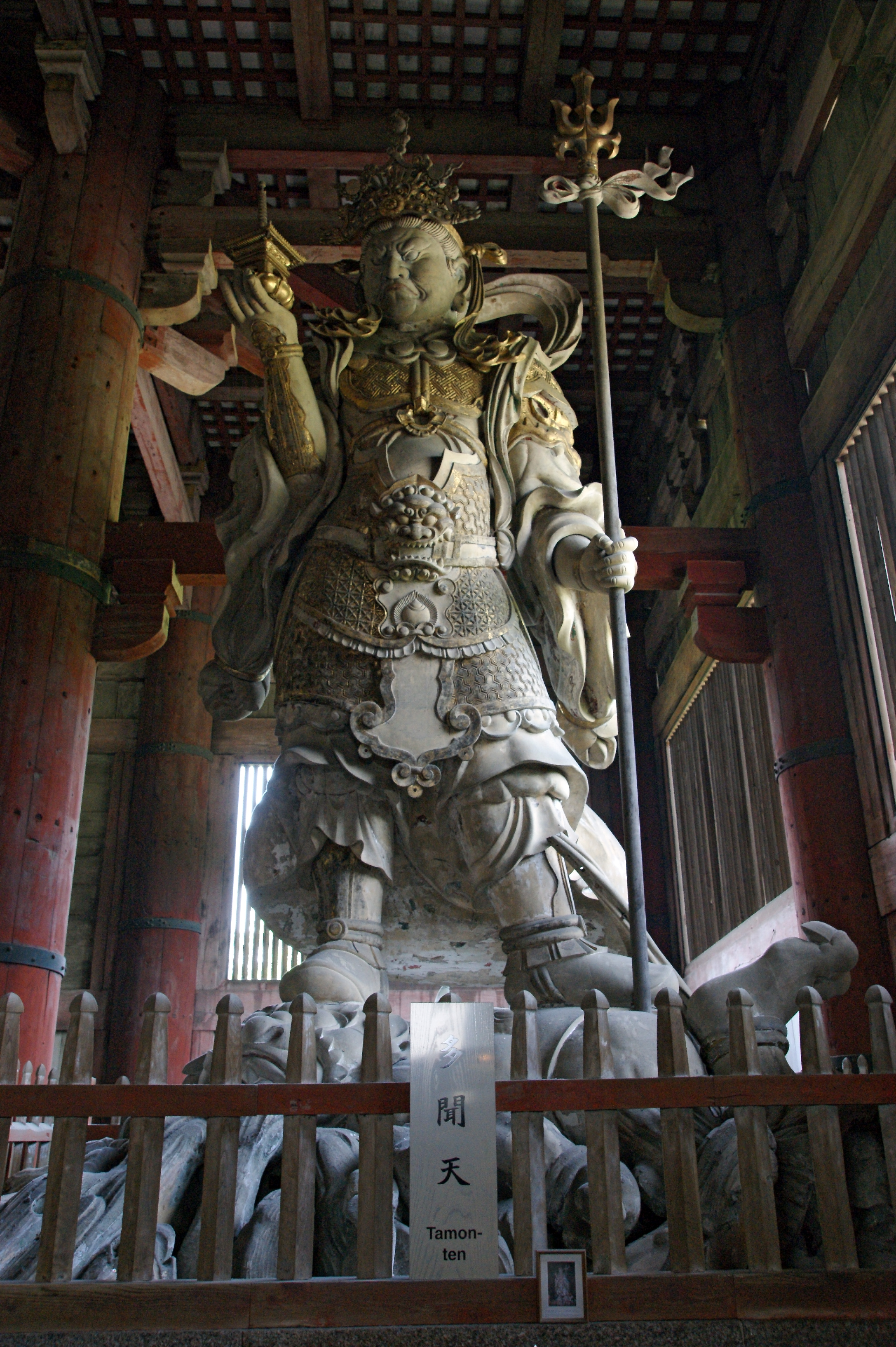
Estátua de Bishamonten em Tōdai-ji, Nara.

No Japão, Bishamonten (毘沙門天), ou somente Bishamon (毘沙門) é tido como um deus da guerra e dos guerreiros vestido de armadura e punidor dos malfeitores uma visão que está em desacordo com o rei budista mais pacífico descrito acima. O Bishamon é retratado segurando uma lança em uma mão e uma pequena pagoda em outra mão sendo esse último o símbolo da casa divina do tesouro, cujos conteúdos ele ambos os guarda e entrega. Embora sendo um deus guardião do tesouro, ele não deve ser confundido com bens materiais. O tesouro representa os ensinamentos de Buda. No folclore japonês, ele é um dos Sete Deuses Japoneses da Sorte. Bishamonten pode aparecer acompanhado da esposa e deusa Kichijouten e pelo douji, Zennishi. Contos miraculosos sobre o deus aparecem em várias coleções e foi um dos deuses mais adorado no final da era Heian. algumas imagens de Bishamons o mostram sendo ajudado pela deusa Jiten.
Bishamon também é chamado de Tamonten (多聞天), que significa "escutando muitos ensinos" porque ele é o guardião dos lugares onde Buda pronuncia sermões. Ele vive a metade do caminho abaixo do lado do Monte Sumeru.

### Associações com animais
Não muito conhecido, mas Bishamon às vezes é referido como o guerreiro Hachiman, cujo animal é o pombo. Na era Kamakura o templo de Tsurugaoka Hachimangu era o templo principal de rezas por vitórias antes de uma batalha. Até os dias de hoje centenas de pombos se ajuntam no complexo do telhado do templo.

## Vaiśravaṇa no Tibete

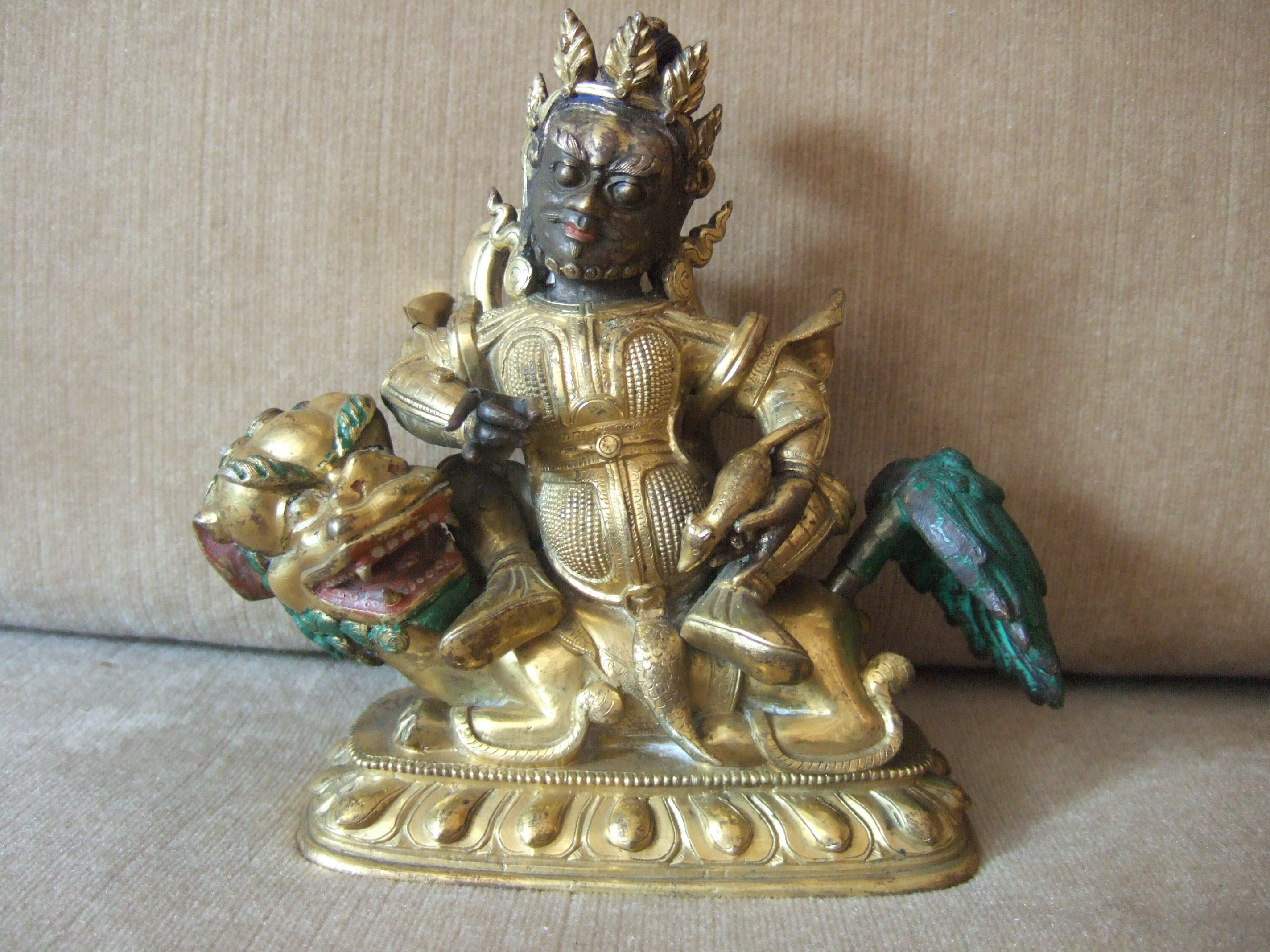
Estátua de bronze tibetana parcialmente decomposta. Mostrando Vaisravana (Jambala) sentando em um leão da neve e segurando um mangusto na mão esquerda. Século XVIII.

No Tibete, Vaiśravaṇa é considerado um dharmapāla mundano ou o protetor do Dharma, um membro do acompanhamento de Ratnasambhava. Ele também é conhecido como o Rei do Norte. Como o guardião do norte, ele muitas vezes é representado em murais do de fora da porta principal do templo. Também pensam nele como um deus da prosperidade. Como tal, Vaiśravaṇa é às vezes retratado transportando uma cidra, o fruto da árvore jambara, um jogo de palavras com outro nome dele, Jambala (na pronúncia tibetana Dzambala ou Zambala). A fruta ajuda a distingui-lo iconicamente de retratos de Cuvera. Ele é às vezes representado como corpulento e coberto com jóias. Quando mostrado sentado, o seu pé direito é geralmente pendente e apoiado por uma flor de lótus a qual é uma concha. A sua montaria é um leão da neve.
Nam Te Se. (རྣམ་ཐོས་སྲས་ ou རྣམ་སྲས་) não é Dzambala. Nam Te é o rei, e Dzambala é um dos seus ministros. Nam Te Se tem oito ranks, e Dzambala é um desses ranks.
Os budistas tibetanos consideram o sentimento de Jambala quanto à prosperidade em estar fornecendo liberdade por meio da outorga de prosperidade, para que cada um possa concentrar-se no caminho ou a espiritualidade e não na materialidade e a temporalidade daquela prosperidade.

## Vaiśravaṇa na cultura popular
- Um personagem de nome Kenshin Uesugi do jogo eletrônico Samurai Warriors para Playstation 2 freqüentemente reza a Bishamon pela força no campo de batalha. Ele também alcança o título "Avatar de Bishamonten" em certo ponto. Este jogo foi baseado em fato histórico.
- Na série de jogo eletrônico Onimusha (especificamente Onimusha: Warlords), uma estátua de Bishamon é vista no jogo. A Espada Bishamon é também a arma última no jogo.
- Na série de jogos eletrônicos da Atlus. Megami Tensei, Bishamon é categorizado no clã Kishin que inclui os protetores de vários panteões. O seu modelo de personagem é baseado em crenças japonesas de Bishamon.
- Vários artefatos em computador, vídeo e papel jogando jogos são dados o nome Bishamon ou Bishamonten.
- Bishamonten é representado como uma Deusa da Fortuna no Anime Noragami.